# Mayaruiner
| Land      | Navn          | Område             | Bosat      | Beskrivelse | Billede                          |
| --------- | ------------- | ------------------ | ---------- | --- | -------------------------------- |
| Belize    | Altun Ha      | Belize-distriktet  | 200 f.Kr.  | 13 templer (det højeste er 16 meter) og beboelsesbygning                                                            |                                  |
| Mexico    | Bonampak      | Chiapas            | 600        | Flere templer med usædvanlige vægmalerier                                                                           |                                  |
| Mexico    | Cacaxtla      | Tlaxcala           | 400        | Ruinbyens centrum udgør en 200 meter lang og 25 meter bred platform                                                 |                                  |
| Belize    | Cahal Pech    | Cayo-distriktet    | 1000 f.Kr. | 34 spirituelle- og beboelsesbygning, samt to boldbaner og et svedebad                                               |                                  |
| Mexico    | Calakmul      | Campeche           | 200        | Over 6.000 bygninger og en 45 meter høj pyramide                                                                    |                                  |
| Belize    | Caracol       | Cayo-distriktet    | 1200 f.Kr. | Den højeste bygning er en 34 meter høj pyramide; da byen var størst boede her omkring 120.000 til 180.000 mennesker |                                  |
| Belize    | Cerros        | Corozal-distriktet | 330 f.Kr.  | Tre store akropoler omgivet af flere pladser og pyramider; den højeste bygning er 22 meter                          |                                  |
| Mexico    | Chichén Itzá  | Yucatan            | 500        | Tempelby med en diameter på cirka en kilometer; hovedbygningen er pyramiden El Castillo                             |                                  |
| Mexico    | Chinkultic    | Chiapas            | 200-800    | Bystruktur (ruiner) med trappetrinspyramider samt omkring 200 mindre bygninger                                      |                                  |
| Guatemala | Cival         | El Petén           | 600 f.Kr.  | 27 meter høje trappepyramider omgivet af templer og pladser                                                         |                                  |
| Mexico    | Coba          | Quintana Roo       | 600        | Fem bygningsgrupper med en 47 meter høj pyramide                                                                    |                                  |
| Mexico    | Comalcalco    | Tabasco            | 800        | Mayakulturens vestligste tempelanlæg, med indtil videre 300 identificerede struktrurer                              |                                  |
| Honduras  | Copán         | Copán              | 160        | Stort tempel, pyramider, altre, en boldbane, steler, refliefer og en monumental hieroglyftrappe                     |                                  |
| Belize    | Cuello        | Orange Walk        | 2000 f.Kr. | Den ældste fundne mayabosættelse                                                                                    |                                  |
| Mexico    | Dzibilchaltún | Yucatan            | 900 f.Kr.  | Rester af omkring 8.000 bygninger                                                                                   |                                  |
| Guatemala | El Mirador    | El Petén           | 1000 f.Kr. | Den største mayametropol fra præklassisk tid, med to store pyramider (72 og 55 meter høje)                          |                                  |
| Belize    | El Pilar      | Cayo-distriktet    | 500 f.Kr.  | Over ti store pyramider, 25 pladser samt andre bygninger                                                            |                                  |
| Mexico    | Kabah         | Yucatan            | 300 f.Kr.  | Pyramider, paladser, triumfbuer og Maskernes Palads                                                                 |                                  |
| Guatemala | Kaminaljuyu   | Guatemala City     | 1500 f.Kr. | Over ethundrede platforme og grave i udkanten af hovedstaden Guatemala City                                         |                                  |
| Mexico    | Kohunlich     | Quintana Roo       | 200 f.Kr.  | Bygninger Rio Bec-stil - fx Maskernes Palads                                                                        |                                  |
| Mexico    | Labná         | Yucatan            | 700        | Palads, portbuer og El Mirador i puuc-stil                                                                          |                                  |
| Belize    | Lamanai       | Orange Walk        | 1500 f.Kr. | Stort hovedtempel og hundredvis af sidebygninger; blandt de længst beboede mayabyer                                 |                                  |
| Belize    | Lubaantun     | Toledo             | 700        | Bygninger af kalkstensblokke uden mørtel                                                                            |                                  |
| Mexico    | Maní          | Yucatan            | 2000 f.Kr. | Fundsted af tre vigtige mayakodeks                                                                                  |                                  |
| Mexico    | Mayapan       | Yucatan            | 1000       | 400 bygninger, deraf er indtil videre 114 templer blevet identificeret                                              |                                  |
| Guatemala | Nakbe         | El Petén           | 1400 f.Kr. | To store bygningsværker i centrum, med templer på mellem 40 og 72 meters højde                                      |                                  |
| Belize    | Nim Li Punit  | Toledo             | 500        | Trappepyramider (den højeste er 12 meter) omgivet af tre pladser                                                    |                                  |
| Mexico    | Palenque      | Chiapas            | 500        | Stort palads med flere templer, en akvædukt og prægtige gravstene                                                   |                                  |
| Guatemala | Quiriguá      | Izabal             | 200        | Mange skulpturer og steler - den største er 10 meter høj og vejer 65 tons                                           |                                  |
| Mexico    | Sayil         | Yucatan            | 600        | 85 meter lang og tre etager højt palads, omgivet af tempel og steler                                                |                                  |
| Mexico    | Toniná        | Chiapas            | ?          | Stort set een struktur bygget på en bakke                                                                           |                                  |
| Guatemala | Tikal         | El Petén           | 700 f.Kr.  | 3.000 strukturer såsom templer, paladser, boldbaner, platforme, terrasser, akvædukter, cisterne og steler           |                                  |
| Mexico    | Tulúm         | Quintana Roo       | 600        | Befinder sig på en kalkstensklippe 12 meter over det Caribiske Hav                                                  | Fil:Mexiko original 2004 005.JPG |
| Mexico    | Uxmal         | Yucatan            | 700        | Bygningsværker i puuc-stil med bygninger på kunstigt fremstillede esplanader                                        |                                  |
| Belize    | Xunantunich   | Cayo-distriktet    | 200        | 25 templer og paladsbygninger                                                                                       |                                  |
| Mexico    | Yaxchilán     | Chiapas            | 400        | Stort antal stenskulpturer og steler                                                                                |                                  |

|  | Infoboks uden skabelon Denne artikel har en infoboks dannet af en tabel eller tilsvarende. |